# جوليان رينالدي
جوليان رينالدي (بالفرنسية: Julien Rinaldi)‏ هو لاعب دوري الرغبي فرنسي، ولد في 24 أبريل 1979 في فيلنوف سور لوت في فرنسا.

## روابط خارجية
- جوليان رينالدي على موقع ItsRugby.co.uk (الإنجليزية)